# Torciîn, Korostîșiv
Torciîn (în ucraineană Торчин) este o comună în raionul Korostîșiv, regiunea Jîtomîr, Ucraina, formată numai din satul de reședință.

## Demografie
Componența lingvistică a comunei Torciîn
     Ucraineană (99,01%)
     Alte limbi (0,98%)
Conform recensământului din 2001, majoritatea populației comunei Torciîn era vorbitoare de ucraineană (99,01%), existând în minoritate și vorbitori de alte limbi.